# Celtillos
Celtillos, of Celtillus, (ca. 107 v.Chr.–ca. 58 v.Chr.) was een Gallische leider van een vooraanstaande clan binnen het keltische Arverni-volk in de eerste eeuw voor Christus. Hij was de vader van Vercingetorix, de latere leider van de Gallische Opstand tegen de Romeinen in 53 - 52 voor Christus. Het gros van de kennis over Celtillos is gebaseerd op het werk van Julius Caesar, die met Commentarii de bello Gallico over zijn verovering van Gallië schreef.
Volgens Caesar heerste Celtillos over heel Gallië. Celtillos trachtte de heerschappij in Gallië te herstellen tot een monarchie en een anti-Romeins machtsblok te vormen. De Arvernische aristocratie verzette zich hiertegen en beschouwde zijn ambities als een bedreiging voor bestaande verdragen met het Romeinse Rijk. Celtillos werd daarom door zijn vazallen veroordeeld en op de brandstapel ter dood gebracht.